# Alā man nutliq al-rusās
Alā man nutliq al-rusās é um filme de drama egípcio de 1975 dirigido e escrito por Kamal El Sheikh. Foi selecionado como representante do Egito à edição do Oscar 1976, organizada pela Academia de Artes e Ciências Cinematográficas.

## Elenco
- Soad Hosny
- Mahmoud Yassine
- Gamil Ratib